# The Ultimate Video Collection
The Ultimate Video Collection' – kompilacyjne DVD kanadyjskiego zespołu rockowego Nickelback, składające się z teledysków grupy. Na krążku prócz standardowego już zestawu teledysków z wszystkich wydanych płyt (prócz utworu „Fly” z płyty „Curb”) znalazły się ponadto teledyski z nowej płyty zespołu, „All the Right Reasons”, wydanej w październiku 2005 roku. Ponadto na płycie zabrakło teledysków do utworów „Old Enough”, „Worthy to Say” oraz „See You at the Show”. W marcu 2010 roku album pokrył się w Kanadzie złotą płytą za sprzedaż 10, 000 kopii.

## Lista teledysków
1. „Rockstar” (Ch.Kroeger - Ch.Kroeger / M.Kroeger / R.Peake / D.Adair) (z albumu „All the Right Reasons”)
2. „If Everyone Cared” (Ch.Kroeger - Ch.Kroeger / M.Kroeger / R.Peake / D.Adair) (z albumu „All the Right Reasons”)
3. „Far Away” (Ch.Kroeger - Ch.Kroeger / M.Kroeger / R.Peake / D.Adair) (z albumu „All the Right Reasons”)
4. „Savin' Me” (Ch.Kroeger - Ch.Kroeger / M.Kroeger / R.Peake / D.Adair) (z albumu „All the Right Reasons”)
5. „Photograph” (Ch.Kroeger - Ch.Kroeger / M.Kroeger / R.Peake / D.Adair) (z albumu „All the Right Reasons”)
6. „Figured You Out” (Ch.Kroeger - Ch.Kroeger / M.Kroeger / R.Peake / R.Vikedal) (z albumu „The Long Road”)
7. „Feelin' Way Too Damn Good” (Ch.Kroeger - Ch.Kroeger / M.Kroeger / R.Peake / R.Vikedal) (z albumu „The Long Road”)
8. „Someday” (Ch.Kroeger - Ch.Kroeger / M.Kroeger / R.Peake / R.Vikedal) (z albumu „The Long Road”)
9. „Never Again” (Ch.Kroeger - Ch.Kroeger / M.Kroeger / R.Peake / R.Vikedal) (z albumu „Silver Side Up”)
10. „Too Bad” (Ch.Kroeger - Ch.Kroeger / M.Kroeger / R.Peake / R.Vikedal) - (z albumu „Silver Side Up”)
11. „How You Remind Me” (Ch.Kroeger - Ch.Kroeger / M.Kroeger / R.Peake / R.Vikedal) (z albumu „Silver Side Up”)
12. „Leader of Men” (Ch.Kroeger - Ch.Kroeger / M.Kroeger / R.Peake / R.Vikedal) (z albumu „The State”)

## Twórcy
Nickelback
- Chad Kroeger - śpiew, gitara prowadząca
- Ryan Peake - gitara rytmiczna, wokal wspierający
- Mike Kroeger - gitara basowa

- Ryan Vikedal - perkusja
- Daniel Adair - perkusja

Produkcja
- Wytwórnia: Roadrunner, EMI
- Język: Język angielski
- Producent: Chad Kroeger, Nickelback